# João de Cardona
João de Cardona foi Vice-rei de Navarra. Exerceu o vice-reinado de Navarra entre 1595 e 1610. Antes dele o cargo foi exercido por Martín de Córdoba. Seguiu-se-lhe Alonso de Idiáquez de Butrón y Múgica.